# Bob- und Skeleton-Weltmeisterschaften 2020
Die Bob- und Skeleton-Weltmeisterschaften 2020 fanden vom 18. Februar bis zum 1. März 2020 auf dem ENSO-Eiskanal in Altenberg im Erzgebirge statt. Dabei wurden die Weltmeister im Bobsport und im Skeleton ermittelt.

## Vergabe
Den Austragungsort bestimmten die Delegierten des durchführenden Internationalen Bob- & Skeletonverbandes, kurz IBSF, im Juni 2016 in der britischen Hauptstadt London. Altenberg hatte keinen Gegenkandidaten, da die Schweizer Gemeinde St. Moritz ihre Bewerbung zurückgezogen hatte. Die sächsische Stadt, die sich zuvor zweimal erfolglos um die Ausrichtung beworben hatte, war zuletzt 2008 WM-Gastgeber.

## Zeitplan
Die Läufe fanden über 13 Tage statt. Der folgende Plan zeigt die Trainingsläufe in blau und die Medaillenentscheidungen in gelb.
| Sportart | Disziplin        | 18. Februar | 19. Februar | 20. Februar | 21. Februar | 22. Februar | 23. Februar | 24. Februar | 25. Februar | 26. Februar | 27. Februar | 28. Februar | 29. Februar | 1. März |
| -------- | ---------------- | ----------- | ----------- | ----------- | ----------- | ----------- | ----------- | ----------- | ----------- | ----------- | ----------- | ----------- | ----------- | ------- |
| Bobsport | Zweierbob Frauen | •           | •           | •           | •           | •           |             |             |             |             |             |             |             |         |
| Bobsport | Zweierbob Männer | •           | •           | •           |             | •           | •           |             |             |             |             |             |             |         |
| Bobsport | Viererbob        |             |             |             |             |             |             |             | •           | •           | •           |             | •           | •       |
| Skeleton | Frauen           |             |             |             |             |             |             | •           | •           | •           |             | •           | •           |         |
| Skeleton | Männer           |             |             |             |             |             |             | •           | •           | •           | •           | •           |             |         |
| Skeleton | Mixed-Team       |             |             |             |             |             |             |             |             |             |             |             |             | •       |

## Teilnehmende Nationen

Streckenplan vom ENSO-Eiskanal

| Europa (16 Nationen)                                                    | Europa (16 Nationen)                                  | Europa (16 Nationen)                                                |
| ----------------------------------------------------------------------- | ----------------------------------------------------- | ------------------------------------------------------------------- |
| - Belgien - Deutschland - Frankreich - Italien - Lettland - Niederlande | - Österreich - Polen - Rumänien - Russland - Schweden | - Schweiz - Spanien - Tschechien - Ukraine - Vereinigtes Königreich |
| Asien (3 Nationen)                                                      | Amerika (3 Nationen)                                  | Ozeanien (2 Nationen)                                               |
| - Japan - Südkorea - Volksrepublik China                                | - Brasilien - Kanada - Vereinigte Staaten             | - Amerikanisch-Samoa - Australien                                   |

## Medaillenspiegel
| Platz  | Land               |   |   |   |    |
| ------ | ------------------ | - | - | - | -- |
| 1      | Deutschland        | 5 | 4 | 2 | 11 |
| 2      | Vereinigte Staaten | 1 | – | – | 1  |
| 3      | Kanada             | – | 1 | 1 | 2  |
| 4      | Schweiz            | – | 1 | – | 1  |
| 5      | Italien            | – | – | 1 | 1  |
| 5      | Lettland           | – | – | 1 | 1  |
| 5      | Österreich         | – | – | 1 | 1  |
| Gesamt | Gesamt             | 6 | 6 | 6 | 18 |

## Medaillengewinner
| Sportart | Wettbewerb       | Gold                                                                           | Gold        | Silber                                                                     | Silber      | Bronze                                                      | Bronze      |
| Sportart | Wettbewerb       | Sportler                                                                       | Zeit        | Sportler                                                                   | Zeit        | Sportler                                                    | Zeit        |
| -------- | ---------------- | ------------------------------------------------------------------------------ | ----------- | -------------------------------------------------------------------------- | ----------- | ----------------------------------------------------------- | ----------- |
| Bobsport | Zweierbob Frauen | Vereinigte StaatenKaillie Humphries Lauren Gibbs                               | 3:45,49 min | DeutschlandKim Kalicki Kira Lipperheide                                    | 3:45,86 min | KanadaChristine de Bruin Kristen Bujnowski                  | 3:46,55 min |
| Bobsport | Zweierbob Männer | DeutschlandFrancesco Friedrich Thorsten Margis                                 | 3:40,44 min | DeutschlandJohannes Lochner Christopher Weber                              | 3:42,09 min | LettlandOskars Ķibermanis Matīss Miknis                     | 3:42,23 min |
| Bobsport | Viererbob        | DeutschlandFrancesco Friedrich Candy Bauer Martin Grothkopp Alexander Schüller | 3:36,09 min | DeutschlandJohannes Lochner Christopher Weber Florian Bauer Christian Rasp | 3:36,14 min | DeutschlandNico Walther Paul Krenz Eric Franke Joshua Bluhm | 3:36,32 min |
| Skeleton | Frauen           | Tina Hermann                                                                   | 3:54,52 min | Marina Gilardoni                                                           | 3:54,74 min | Janine Flock                                                | 3:55,43 min |
| Skeleton | Männer           | Christopher Grotheer                                                           | 3:44,81 min | Axel Jungk                                                                 | 3:44,83 min | Alexander Gassner                                           | 3:44,86 min |
| Skeleton | Mixed-Team       | Deutschland IIJacqueline Lölling Alexander Gassner                             | 1:55,39 min | Kanada IIJane Channell David Greszczyszyn                                  | 1:55,40 min | Italien IValentina Margaglio Mattia Gaspari                 | 1:55,82 min |